# 八代市立坂本中學校
八代市立坂本中學校位在日本熊本縣八代市坂本町，是一間由八代市設立的中學校。

## 歷史
- 1947年（昭和22年）4月1日 - 創立下松求麻村立下松中學校、深水分校、西部分校、鯰歸分校、上松求麻村立上松中學校、中津道分校
- 1947年（昭和22年）4月14日 - 創立百濟來村立百濟來中學校
- 1948年（昭和23年）12月31日 - 改為百濟來中學校
- 1952年（昭和27年）2月26日 - 與西部分校、鯰歸分校與下松中學校合併。搬遷至新校址
- 1954年（昭和29年）3月30日 - 上松中學校改稱組合立上松中學校
- 1955年（昭和30年）8月1日 - 下松中學校改稱為松陵中學校
- 1961年（昭和36年）4月1日 - 上松求麻村、下松求麻村、百濟來村合併為坂本村，下松求麻村立松陵中學校、深水分校改稱坂本村立松陵中學校、深水分校，上松求麻村立上松中學校、中津道分校改稱坂本村立上松中學校、中津道分校，百濟來村立百濟來中學校改稱坂本村立百濟來中學校。
- 1975年（昭和50年）3月31日 - 上述學校合併為坂本村立坂本中學校
- 2005年（平成17年）8月1日 - 坂本村併入八代市，改稱八代市立坂本中學校

## 交通
- JR九州肥薩線坂本站步行18分

## 外部連結
- 八代市立坂本中學校網站（页面存档备份，存于）